# دولة أمنية

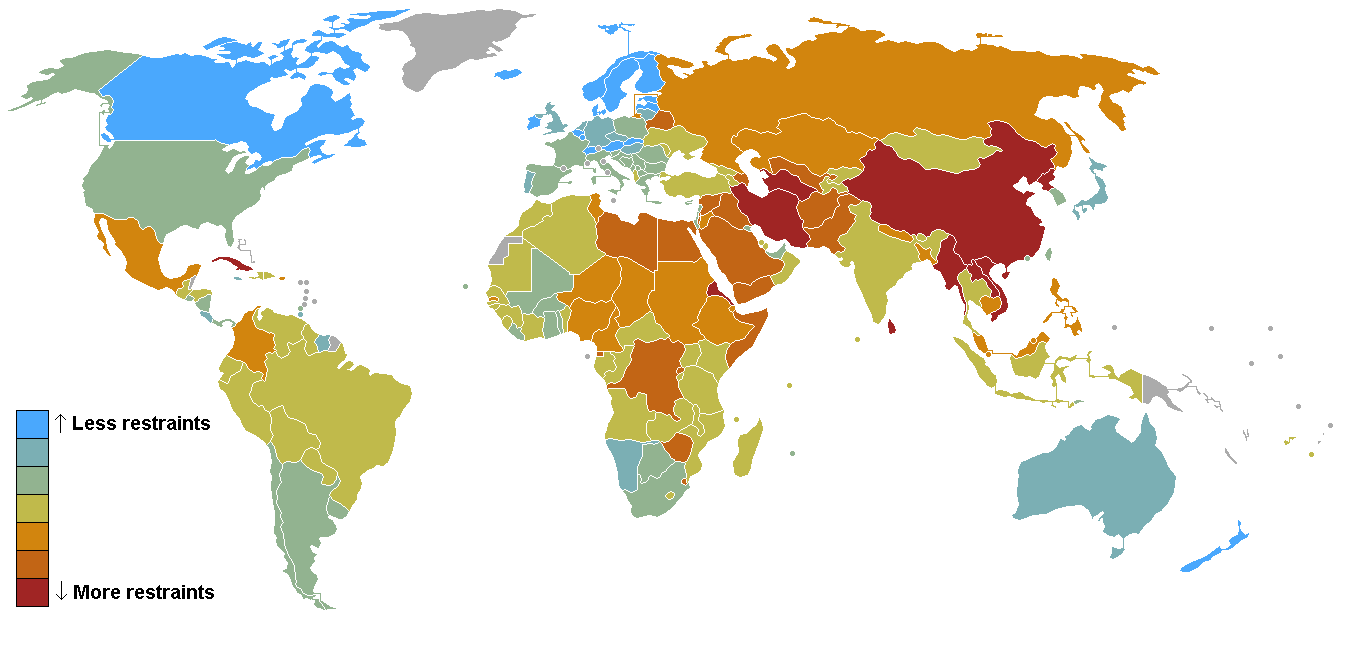
تصنيفات مؤشر حرية الصحافة لعام 2008 وفقا لمراسلون بلا حدود.

اَلدَولَةُ الأمنيَّة أو الدولة البوليسية هي دولة تمارس فيها الحكومة اجراءات قمعية صارمة ضد المجتمع تتحكم من خلالها في الحياة الاقتصادية والاجتماعية والسياسية للشعب. عادة تُظهر الدولة البوليسية عناصر من الشمولية والسيطرة الاجتماعية، وعادة ما يكون هناك فرق صغير -أو لا يوجد فرق- بين القانون وممارسة السلطة السياسية من جانب السلطة التنفيذية.
يعاني مواطنو الدولة البوليسية القيود المفروضة على التنقل، وعلى حرية التعبير عن الآراء السياسية أو غيرها، والتي تخضع لمراقبة أو قمع الشرطة. فرض السيطرة السياسية قد يكون عن طريق قوة من الشرطة السرية تعمل خارج الحدود المعتادة المفروضة من قبل الدولة الدستورية.

## نبذة تاريخية عن المصطلح
يتتبع قاموس أوكسفورد الإنجليزي بداية ظهور مصطلح «الدولة البوليسية» ويرجعه إلى عام 1851. فقد استُخدم المصطلح الألماني «بوليزي ستات» Polizeistaat في اللغة الإنجليزية في الثلاثينات من القرن العشرين للإشارة إلى الحكومات الشمولية التي بدأت تظهر في أوروبا.
الدول البوليسية الأصيلة هي دول سلطوية في الأساس، وغالبا ما تكون ديكتاتوريات. ومع ذلك درجة القمع الحكومي تختلف على نطاق واسع بين المجتمعات. تقع معظم الأنظمة الحاكمة في أرضاً وسطاً بين النقيضين: التحررية المدنية (أو الليبرالية المدنية) والشمولية.
في أوقات حالات الطوارئ أو الحرب، يختل التوازن الذي قد يتواجد عادة بين الحرية السياسية والأمن القومي في كثير من الأحيان لصالح الأمن القومي. هذا التحول قد يؤدي إلى ظهور شكاوى بأن الأمة المعنية قد أصبحت، أو سوف تصبح، دولة بوليسية.
لا توجد معايير موضوعية محددة لتحديد ما إذا كان مصطلح «دولة بوليسية» ينطبق على أمة معينة في أي لحظة معينة من الزمن، لأن هناك وجهات نظر سياسية مختلفة على ما هو التوازن المناسب بين الحرية الفردية والأمن القومي. وبالتالي، من الصعب إجراء تقييم موضوعي لمدى حقيقة المزاعم بأن أمة ما هي في الواقع، - أو في طريقها للتحول - إلى دولة بوليسية. إحدى طرق رؤية المفهومين المتناقضين، الدولة البوليسية والدولة الحرة هو من خلال ايجاد وسيلة لوزن أو تقدير حجم الحريات المتاحة في المجتمعات، حيث يعتبر أي قانون يتركز على إزالة الحريات هو تحرك نحو الدولة البوليسية، وأي قانون يحد من الرقابة الحكومية على المجتمعات يعتبر تحرك نحو الدولة الحرة.
الدولة البوليسية الإلكترونية هي دولة تستخدم فيها الحكومة التقنيات الإلكترونية بقوة لتسجيل وتنظيم وبحث، وتوزيع الأدلة الجنائية ضد مواطنيها.

## أمثلة لسمات التشابه مع الدولة البوليسية
| الديمقراطيات الكاملة: 9-10 8-8.9 الديمقراطيات المعيبة: 7-7.9 6-6.9 لا توجد معلومات | الأنظمة الهجينة: 5-5.9 4-4.9 الأنظمة السلطوية (الاستبدادية): 3-3.9 2-2.9 0-1.9 |

خريطة تعكس نتائج دراسة منظمة فريدوم هاوس لعام 2009، بشأن حالة الحريات في العالم سنة 2008.
بلدان حرة (89)
بلدان حرة جزئياً (62)
بلدان ليست حرة (42)

خريطة مؤشر الديمقراطية لعام 2008 لوحدة الإيكونوميست للإستخبارات، حيث تمثل الألوان الأفتح البلدان الأكثر ديمقراطية. البلدان باللون الأسود (و هي بوضوح دول سلطوية) تسجل نقاط أقل من 3 حسب المؤشر.

مؤشر الديمقراطية لعام2016.

كما نوقش سابقاً، من المستحيل بموضوعية تحديد ما إذا كانت دولة ما قد أصبحت أو في طريقها لأن تصبح دولة بوليسية. ونتيجة لذلك، وضع قائمة شاملة للدول البوليسية سيكون معيباً بطبيعته. ومع ذلك، هناك عدد قليل من الأمثلة المثيرة للجدل بشدة والتي يمكن استخدامها لتوضيح الخصائص الجزئية لبنية الدولة البوليسية. سيتم سرد هذه الأمثلة أدناه.
بصفة عامة اعتُبر نظام الفصل العنصري في جنوب أفريقيا أنه دولة بوليسية رغم أنه كان يطلق عليه اسماً ديمقراطية (حتى مع استبعاد غالبية السكان الأفارقة من العملية الديمقراطية).
كان الاتحاد السوفيتي والدول العديدة التابعة له، بما في ذلك كوريا الشمالية وألمانيا الشرقية، يشتهروا بسمعة سيئة بسبب ممارسات شرطتهم الشمولية والقمعية مع أجهزة المخابرات، على سبيل المثال حوالي 2.5٪ من السكان البالغين في ألمانيا الشرقية خدموا (بقصد أو بدون قصد) كمخبرين لجهاز أمن الدولة.
ألمانيا النازية، وهي دولة دكتاتورية، كانت على الأقل في البداية، قد جاءت إلى الوجود من خلال نظام يطلق عليه اسماً ديمقراطية، ولكنه بذل ضوابط قمعية بعد ذلك على شعبه. كانت ألمانيا النازية فعلاً دولة بوليسية؛ تستخدام شوتزشتافل (اس اس) / ستورمابتيلانج (إس أيه) لفرض سيطرتها على السكان في الثلاثينات من القرن العشرين.
منظمة مراسلون بلا حدود ومقرها باريس صنفت كوريا الشمالية في المرتبة قبل الأخيرة من 168 دولة في اختبارها لحرية الصحافة. وقد أفادت أن القناة التلفزيونية الوحيدة في كوريا الشمالية تقوم بشكل سائد بتأبين قادة البلاد الراحلين كيم جونغ ايل ووالده كيم ايل سونغ. ونتيجة لذلك، تناقلت الأنباء عن بعض السكان المحليين في بيونغ يانغ تصريحات يذكرون فيها قادتهم بأنهم آلهة.
وذكر جورج تشرشل-كولمان، الذي ترأس فرقة شرطة سكوتلاند يارد لمكافحة الإرهاب في المملكة المتحدة، أنه كان لديه «شعور فظيع» أن بريطانيا كانت تتحرك في اتجاه دولة بوليسية. وقد صرفت حكومة المملكة المتحدة النظر في تلك الادعاءات بحدوث سلوكيات الدولة البوليسية في بريطانيا.

## أصل الكلمة
مصطلح «دولة بوليسية» استخدم لأول مرة في عام 1851، في إشارة إلى استخدام قوات الشرطة القومية في النمسا للحفاظ على النظام.

## الحكم المطلق المستنير
في إطار النموذج السياسي من الحكم المطلق المستنير، يكون الحاكم هو «أعلى خادم للدولة» ويمارس السلطة المطلقة لتوفير الرفاهية العامة للسكان. ويقترح هذا النموذج من الحكومات أن كل سلطات الدولة يجب أن توجه نحو هذه الغاية، وترفض القيود القانونية والمقننة على سلطة الحاكم المطلق. هناك مفكرين مثل توماس هوبز يدعمون هذا النوع من الحكومات.[بحاجة لمصدر]
ولأنه هو المستنير، يقال أن الحاكم المطلق يتحمل مسؤولية الصالح العام، وضمناً يكون أيضاً معصوماً بحق التعيين، والأحرج من ذلك، تكون المعارضة الموالية لحزب الحاكم في حد ذاتها هي جريمة ضد الدولة. مفهوم المعارضة الموالية يتعارض تماماً مع تلك السياسة.ولأن الاختلاف العلني يكون محظوراً، فإنه يصبح حتماً سرياً، والذي، بدوره، يتم مواجهة بالقمع السياسي عن طريق الشرطة السرية.
الديمقراطية الليبرالية، تؤكد على سيادة القانون، وتركز على أن تكون الدولة البوليسية خاضعة للقانون. روبرت فون موهل، هو أول من قدم مفهوم سيادة القانون للفقه (علم القانون) الألماني، وكشف عن التباين بين دولة القانون أو «ريشتز ستات» Rechtsstaat (الدولة «القانونية» أو الدولة «الدستورية») ودولة البوليس أو «بوليزي ستات» Polizeistaat الأرستقراطية («الدولة البوليسية»).

## الدول البوليسية الخيالية
ظهرت الدول البوليسية الخيالية في عدد من وسائل الإعلام بدءاً من الروايات إلى الأفلام إلى ألعاب الفيديو. في عام 1984، وُصف الروائي جورج أورويل مؤلف قصة مزرعة الحيوان بأن أعماله هي «المعالجة الخيالية الحاسمة للدولة بوليسية، التي لها أيضاً أثرها في الاستخدام المعاصر لذلك المصطلح».

## روابط خارجية متعلقة
- تدوينة أنارشية نقدية ساخرة تحت عنوان: الديكتاتورية ومؤخرة الإمبراطور